# Monoculodes norvegicus
Monoculodes norvegicus är en kräftdjursart som beskrevs av Boeck 1876. Monoculodes norvegicus ingår i släktet Monoculodes och familjen Oedicerotidae. Arten är reproducerande i Sverige. Inga underarter finns listade i Catalogue of Life.